# 쓰리 디그리스

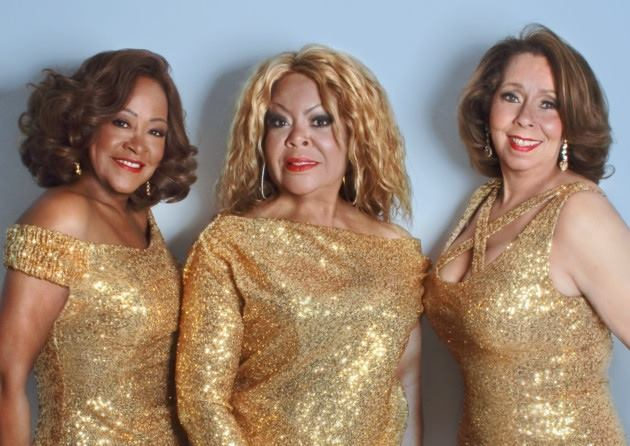
2011년~2021년의 쓰리 디그리스. 왼쪽부터 오른쪽으로 발레리 홀리데이, 프레디 풀, 헬렌 스콧

쓰리 디그리스(The Three Degrees)는 1963년경 펜실베이니아주 필라델피아에서 결성된 미국 여성 보컬 그룹이다. 수년 동안 16명의 여성이 회원으로 활동했지만 그룹은 항상 트리오였다. 현재 라인업은 발레리 홀리데이, 프레디 풀, 제시 와그너로 구성되어 있다. 이 그룹은 특히 영국에서 성공하여 1974년부터 1985년 사이에 13개의 톱 50 히트 싱글을 달성했다.

## 음반
- Maybe (1970)
- The Three Degrees (1973)
- International (1975)
- Take Good Care Of Yourself (1975) UK.
- With Love (1975) Benelux.
- So Much Love (1975)
- The Three Degrees Live (1975)
- The Three Degrees Live in Japan (1975)
- A Toast of Love (1976)
- Standing Up for Love (1977)
- New Dimensions (1978)
- 3D (1979)
- Album of Love (1982)
- The Three Degrees Live in the UK (1984)
- …And Holding (1989)
- Out of the Past, into the Future (1993)
- Christmas with the Three Degrees (1998)
- Undercover 2009 (2009)
- Strategy – Our Tribute to Philadelphia (2016)